# ATP Itaparica 1987
L'ATP Itaparica 1987 è stato un torneo di tennis giocato sul cemento. È stata la 2ª edizione dell'ATP Itaparica, che fa parte del Nabisco Grand Prix 1987. Il torneo si è giocato a Itaparica in Brasile, dal 23 al 29 novembre 1987.

## Campioni

### Singolare maschile
Andre Agassi ha battuto in finale  Luiz Mattar con il punteggio di 7–6, 6–2

### Doppio maschile
Sergio Casal /  Emilio Sánchez hanno battuto in finale  Jorge Lozano /  Diego Pérez con il punteggio di 6–2, 6–2